# Gajevci
Gajevci so naselje v Občini Gorišnica. Imajo slikovit ribnik in gasilski dom.